# Vila de Prado
Vila de Prado is een plaats (freguesia) in de Portugese gemeente Vila Verde en telt 4 381 inwoners (2001).

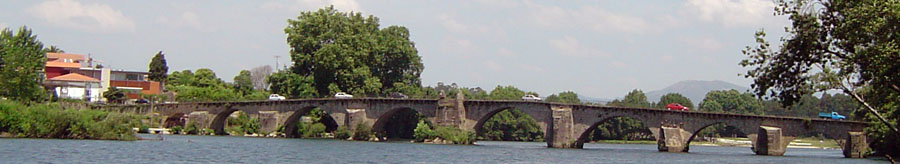
Ponte Prado